# Johanna von Pernstein

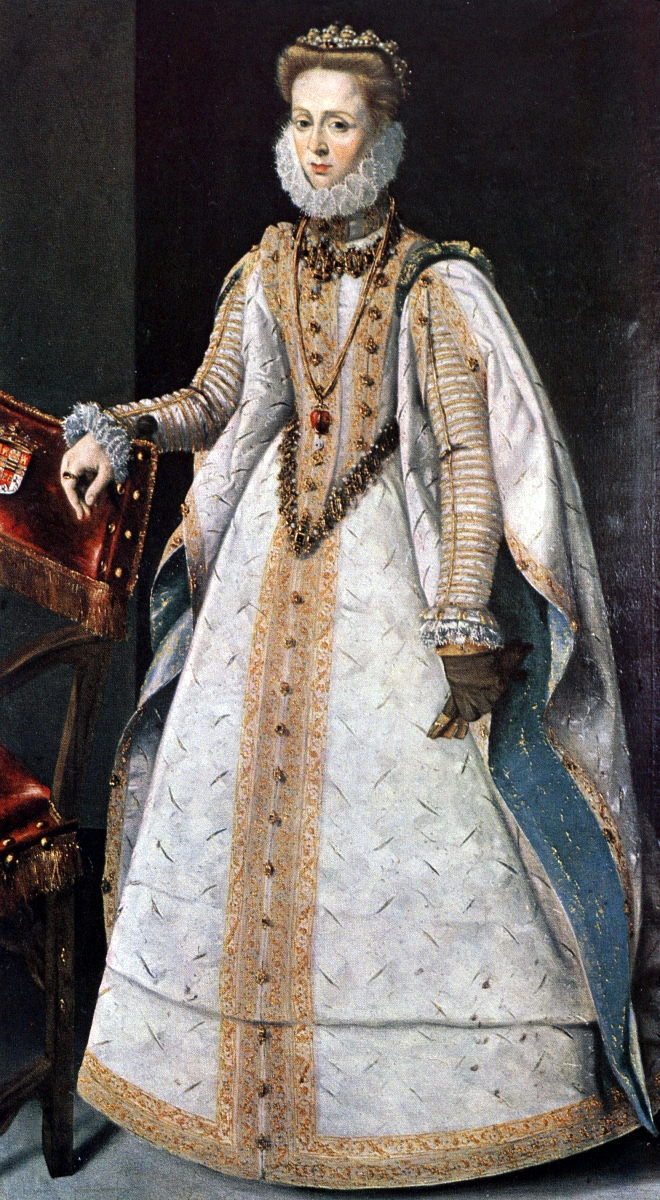
Johanna von Pernstein

Johanna Freiin von Pernstein, tschechisch Juana z Pernštejna (* 1566 in Prag, Königreich Böhmen; † 3. Januar 1631 in Madrid) war eine böhmische Adlige, Hofdame und durch Heirat Herzogin von Villahermosa.

## Leben
Sie entstammte dem mährisch-böhmischen Adelsgeschlecht der Herren von Pernstein. Ihre Eltern waren der böhmische Oberstkanzler Vratislav von Pernstein (1530–1582) und die spanische Adlige Maria Manrique de Lara (1538–1608). Johanna von Pernstein diente Kaiserin Maria, Schwester des spanischen Königs Philipp II. zunächst in Wien als Hofdame und Übersetzerin. 1582 folgte Johanna der Kaiserin an den spanischen Hof, die sich dort in das Kloster der Descalzas Reales in Madrid zurückzog. 1582 heiratete sie in Saragossa Fernando de Aragón y Borja (1546–1592), 5. Herzog von Villahermosa. Ihr Mann, welcher in Aragon der Rebellion beschuldigt wurde, starb 1592 in Haft, worauf sie mit Unterstützung der Kaiserin die beschlagnahmten Familiengüter in einem Gerichtsverfahren zurück erlangte. Aus der Ehe mit Fernando de Aragón y Borja gingen drei Töchter hervor, darunter Maria Luisa de Aragon († 1663), die von ihrem kinderlosen Onkel Francisco de Aragón y Borja als Universalerbin zur 7. Herzogin von Villahermosa bestimmt wurde.